# Csonkamindszent, Baranya
Csonkamindszent este un sat în districtul Szentlőrinc, județul Baranya, Ungaria, având o populație de 172 de locuitori (2011). 

## Demografie
Componența etnică a satului Csonkamindszent
     Maghiari (92,68%)
     Romi (7,32%)
Componența confesională a satului Csonkamindszent
     Romano-catolici (54,07%)
     Fără religie (25,58%)
     Reformați (4,07%)
     Necunoscută (16,28%)
Conform recensământului din 2011, satul Csonkamindszent avea 172 de locuitori. Din punct de vedere etnic, majoritatea locuitorilor (92,68%) erau maghiari, cu o minoritate de romi (7,32%).  Din punct de vedere confesional, majoritatea locuitorilor (54,07%) erau romano-catolici, existând și minorități de persoane fără religie (25,58%) și reformați (4,07%). Pentru 16,28% din locuitori nu este cunoscută apartenența confesională.